# Choroba Takayasu

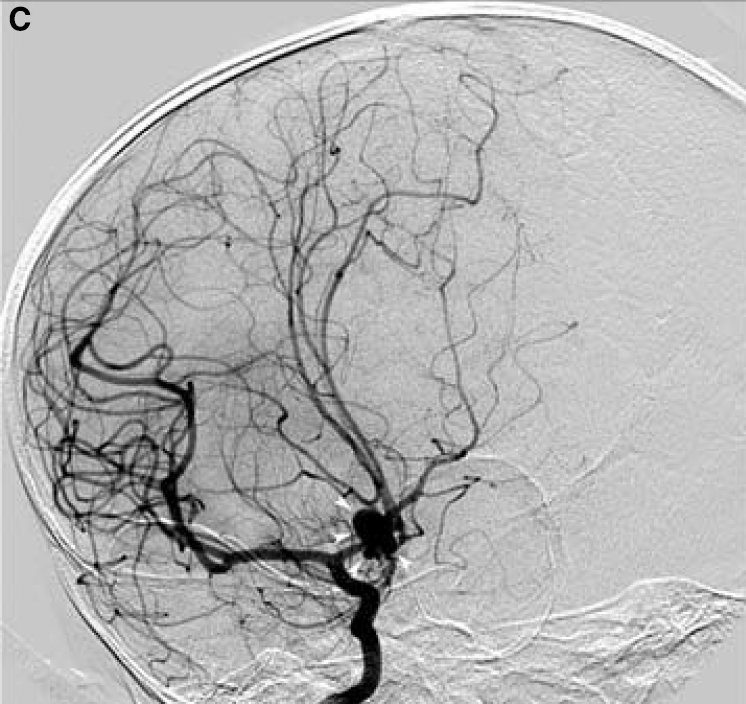
Badanie DSA z podaniem kontrastu do prawej tętnicy szyjnej wewnętrznej uwidacznia tętniaka dalszego odcinka A1 tętnicy mózgu przedniej u 18-miesięcznego dziecka z zapaleniem tętnic Takayasu

Choroba Takayasu (zapalenie tętnic Takayasu, zapalna postać zespołu łuku aorty, choroba bez tętna, łac. arteriitis Takayasu, ang. Takayasu's arteritis) – zapalna choroba naczyń tętniczych o średnim i dużym kalibrze, mogąca zajmować każdą tętnicę, ale najczęściej przebiegająca z objawami zajęcia naczyń łuku aorty. Jest zaliczana do chorób układowych, najczęściej pojawia się u młodych kobiet i związana jest z predyspozycją genetyczną w zakresie układu HLA - do jej rozwoju predysponuje HLA-DR2, MB1 (w Japonii) i HLA-DR4, MB3 (w USA).

## Historia

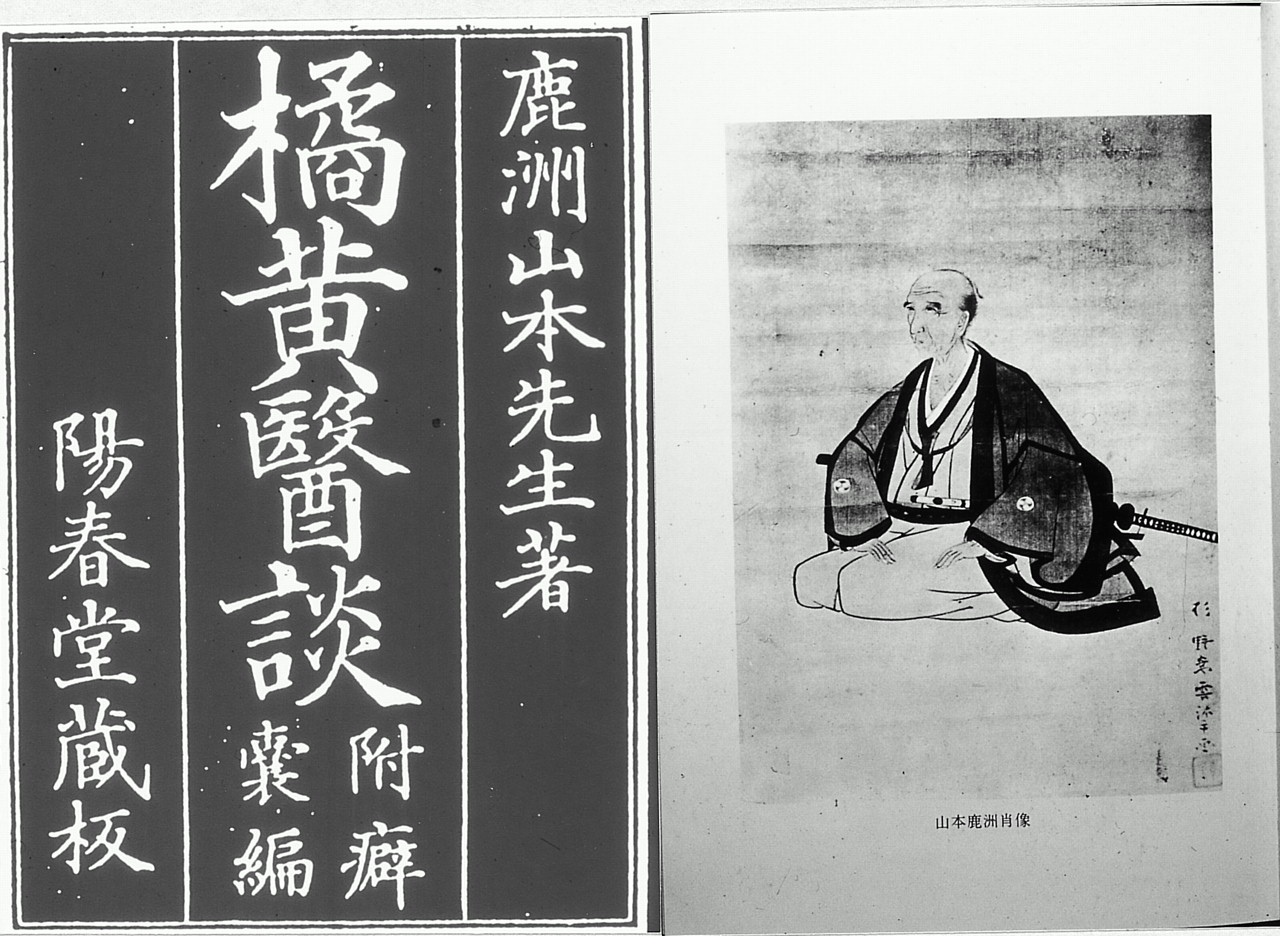
Okładka Kitsuo-Idan autorstwa Rokushu Yamamoto (po lewej) i podobizna Yamamoty (po prawej)

Zmiany oczne w przebiegu choroby zostały opisane po raz pierwszy u 22-letniej pacjentki przez japońskiego oftalmologa Mikito Takayasu. Takayasu przedstawił swój opis na 12. Kongresie Japońskiego Towarzystwa Oftalmologicznego w Fukaoka, 1 kwietnia 1908 roku. Katsutomo Onishi i Tsurukichi Kagoshima obecni na tym samym spotkaniu donieśli o braku tętna na nadgarstku u osób z podobnymi zmianami ocznymi.
Prawdopodobnie chorobę opisano w ojczyźnie Takayasu już wcześniej. W 1830 roku Rokushu Yamamoto opublikował książkę Kitsuo-Idan (co oznacza „Zapisy medyczne z mojego prywatnego szpitala pod dużym drzewem pomarańczowym”). Yamamoto przedstawił przypadek 45-letniej kobiety która zgłosiła się do niego z wysoką gorączką. Rok później pacjentka nie miała tętna na prawej tętnicy promieniowej i bardzo słaby puls na jednoimiennej tętnicy po lewej stronie. Yamamoto zaznaczył, że na kończynach dolnych tętno było zachowane. Po jedenastu latach prowadzenia chorej przez Yamamoto, pacjentka zmarła.

## Objawy i przebieg

### Objawy ogólne
Mogą występować na wiele miesięcy przed pojawieniem się objawów miejscowych:
- gorączka
- bóle i zawroty głowy
- osłabienie
- ziębnięcie, drętwienie palców
- zaburzenia widzenia
- nocne poty
- bóle stawowe
- brak apetytu i utrata masy ciała

### Objawy miejscowe
Są zależne od lokalizacji zajętej tętnicy. Objawy miejscowe (w zależności od częstości występowania):
- Tętnica podobojczykowa - objawy chromania przestankowego w zakresie unaczynienia tętnicy, objaw Raynauda
- Tętnica szyjna wspólna - zaburzenia widzenia, omdlenie, TIA, bolesność w przebiegu naczynia (carotydynia), udar mózgu
- Aorta brzuszna - bóle brzucha, nudności, wymioty
- Tętnica nerkowa - przewlekła niewydolność nerek, nadciśnienie tętnicze
- Łuk aorty - niewydolność krążenia zastoinowa, niedomykalność zastawki aorty
- Tętnica kręgowa - zawroty głowy, zaburzenia widzenia
- Pień trzewny - bóle brzucha, nudności, wymioty

Objawy chorobowe mogą rozwijać się powoli lub wystąpić nagle.

## Diagnostyka
- podwyższenie OB
- brak tętna na tętnicy objętej procesem chorobowym
- angiografia wykazuje zmianę zwężającą naczynie tętnicze

## Rozpoznanie
Kryteria klasyfikacyjne choroby Takayasu (według American College of Rheumatology, 1990).
Do rozpoznania wystarcza 3 z 6 punktów:
1. Początek choroby w wieku < 40 lat
2. Chromanie którejkolwiek kończyny, zwłaszcza górnej
3. Osłabienie tętna na tętnicy ramiennej
4. Różnice pomiędzy wartościami ciśnienia tętniczego na obu kończynach górnych > 10 mmHg
5. Szmer słyszalny nad tętnicą podobojczykową lub aortą brzuszną
6. Nieprawidłowy arteriogram (zwężenie aorty, zwężenie lub zamknięcie jej głównych odgałęzień lub proksymalnych tętnic kończyn; zmiany o charakterze odcinkowym lub ogniskowym).

## Klasyfikacja
Rozróżnia się cztery typy choroby Takayasu, z których najczęściej występuje typ III:
- typ I (Shimizu-Sano) (objawy niedokrwienia mózgu z powodu zmian w łuku aorty)
- typ II (Kimoto) (nadciśnienie tętnicze z powodu zmian w tętnicach nerkowych lub aorcie)
- typ III (Inada) (zmiany w aorcie powyżej i poniżej przepony - łączy cechy typu I i II)
- typ IV (z którym zwykle współistnieją zmiany w ścianie aorty lub jej odgałęzień odpowiadające typom I-III)

## Różnicowanie
Chorobę należy różnicować z:
- zespołem łuku aorty wywołanym miażdżycą
- dysplazją włóknisto-mięśniową
- zmianami anatomicznymi w zakresie górnej części klatki piersiowej

## Powikłania
Niektóre powikłania zespołu Takayasu to:
- niedokrwienny udar mózgu
- utrata wzroku
- nadciśnienie płucne (w przypadku zajęcia tętnic płucnych)
- nadciśnienie tętnicze (w przypadku zajęcia tętnic nerkowych)[4]
- niedomykalność zastawki aorty
- niewydolność krążenia.

## Leczenie
Nie ma skutecznego leczenia przyczynowego. Zwykle stosuje się kortykosterydy w dawkach w przeliczeniu na prednizon rzędu 40–60 mg. W razie nieskuteczności tego leczenia podaje się dodatkowo cyklofosfamid. Opisywane są też próby leczenia metotreksatem (brak długotrwałej obserwacji), innymi lekami immunosupresyjnymi (azatiopryna, cyklosporyna, mykofenolan mofetylu) oraz zabiegami udrażniającymi naczynia – angioplastyka, zespolenia omijające.

## Rokowanie
Ze względu na brak w pełni skutecznego leczenia rokowanie jest niepomyślne.